# Qin Yiyuan
Qin Yiyuan (nascuda el 14 de febrer de 1973) és una jugadora doblista de bàdminton de la Xina.

## Resultats destacats

### Participacions en els Jocs Olímpics
- Jocs Olímpics d'Atlanta - (Xina) - Dobles femenins

Va participar en la modalitat de Dobles Femení al costat de Tang Yongshu. Es va penjar la medalla de bronze.
- Jocs Olímpics de Sidney - (Xina) - Dobles femenins

Va participar en la modalitat de Dobles Femení al costat de Gao Ling. Va repetir el metall de les olimpíades anteriors, aquesta vegada amb la seva nova parella.

### Participacions en els Campionats del Món
- Campionat mundial de bàdminton de 1999 - (Xina) - Dobles femenins

Va participar en la modalitat de Dobles femenins al costat de Gao Ling. Va guanyar la medalla de bronze.
- Campionat mundial de bàdminton de 1997 - (Xina) - Dobles femenins

Va participar en la modalitat de Dobles femenins al costat de Tang Yongshu. Es va penjar la plata després de perdre en la final davant els seus compatriotes Ge Fei i Gu Jun.
- Campionat mundial de bàdminton de 1995 - (Xina) - Dobles femenins

Va participar en la modalitat de Dobles femenins al costat de Tang Yongshu. Va guanyar el bronze.